# OACPS
아프리카·카리브해·태평양 국가 기구(Organisation of African, Caribbean and Pacific States, OACPS, 프랑스어: Organisation des États d'Afrique, des Caraïbes et du Pacifique)는 아프리카, 카리브해, 태평양 지역의 국가들로 구성된 국제 기구로, 1975년 조지타운 협정(Georgetown Agreement)에 의해 설립되었다. 이전에는 아프리카·카리브해·태평양 국가 그룹(ACP, African, Caribbean and Pacific Group of States)으로 알려져 있었다. 이 기구의 주요 목표는 회원국들의 지속 가능한 발전과 빈곤 감소이며, 이들을 세계 경제에 보다 효과적으로 통합하는 데 중점을 둔다. 쿠바를 제외한 모든 회원국은 유럽 연합(EU)과 코토누 협정(Cotonou Agreement)을 체결하였다.
코토누 협정은 2000년 6월 베냉의 코토누에서 체결되었으며, 로메 협정(Lomé Conventions)의 후속 협정이다. 로메 협정과의 주요 차이점 중 하나는 시민사회, 민간 부문, 노동조합, 지방자치단체와 같은 새로운 주체들의 참여가 확대되었다는 점이다. 이들은 국가 개발 전략의 협의 및 계획 과정에 참여하고, 금융 자원에 접근할 수 있으며, 프로그램 시행에도 관여할 수 있다.
OACPS 회원국 중에는 다수의 작은 도서 개발 도상국(Small Island Developing States)이 포함되어 있으며, 1995년 모리셔스에서 개정된 제4차 로메 협약은 이러한 도서 국가들에 특별한 관심을 기울이고 있다. EU와 OACPS 회원국을 합하면 총 인구는 15억 명 이상에 달하며, 유엔에서 전체 의석의 절반 이상을 차지하고 있다.

## 같이 보기
- 남남 협력
- 유럽 연합의 외교관계 en:European Union#Foreign relations